# Ankalagi, Bijapur
Ankalagi là một làng thuộc tehsil Bijapur, huyện Bijapur, bang Karnataka, Ấn Độ.